# 전주문학초등학교
전주문학초등학교는 대한민국 전북특별자치도 전주시 완산구 효자동3가에 있는 초등학교다.

## 학교 연혁
- 2008.03.01 30학급으로 개교
- 2008.04.03 개교기념식
- 2015.04.29 운동장 관람석 동편 해가림막 설치
- 2015.08.21 급식소 연결 도복도 설치
- 2019.09.01 제5대 박화선 교장 취임
- 2019.02.07 제12회 졸업(졸업생 176명) 총 2,787명

## 학교 주변
- 황강서원
- 문학대
- 전주 마전고분군(馬田古墳群)
- 문학대공원

## 참고 자료
- 전주문학초등학교 - 한국교육학술정보원 학교알리미